# Brautberg

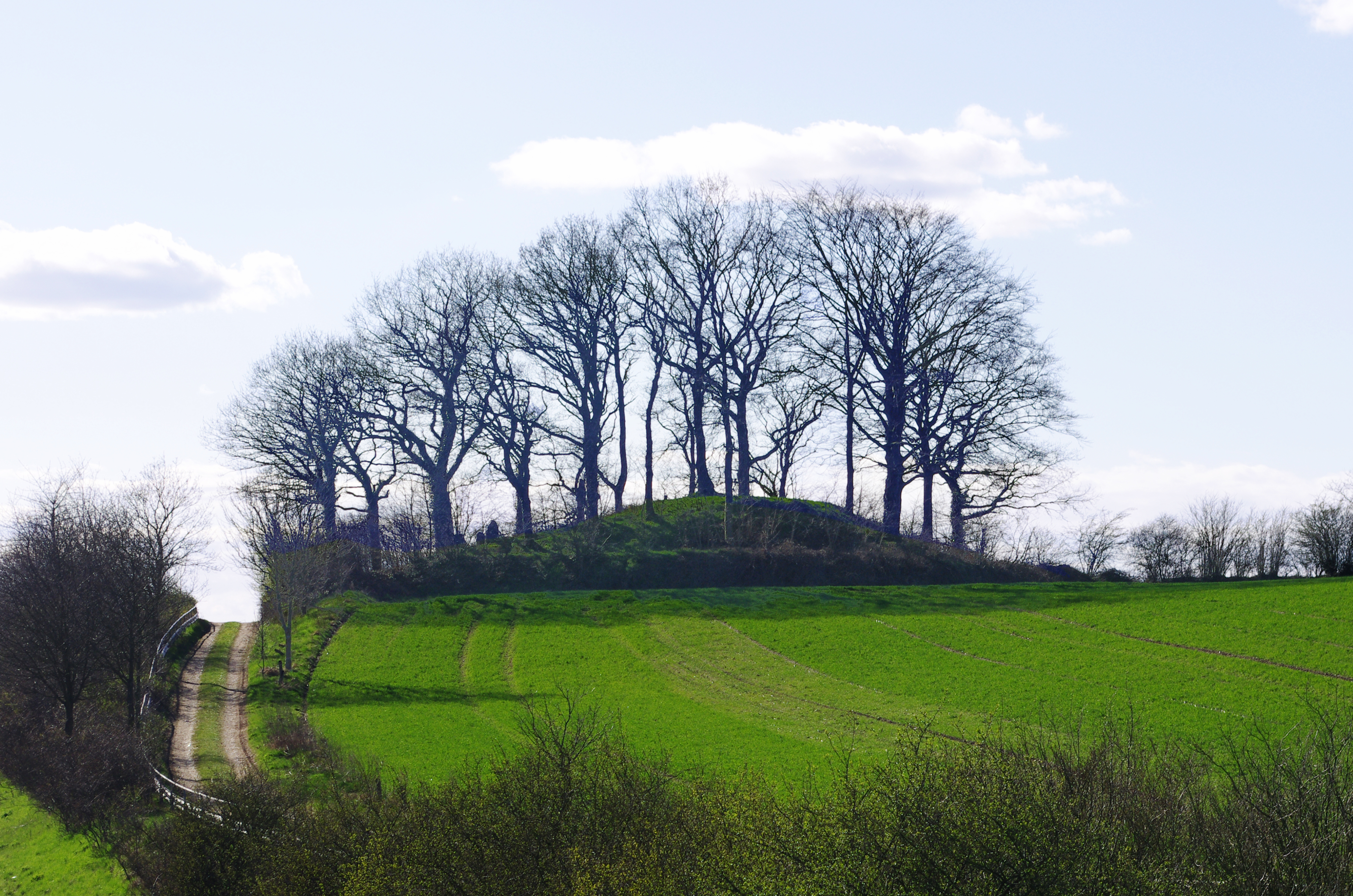
Der Brautberg nahe Bordesholm (Ansicht von Osten)

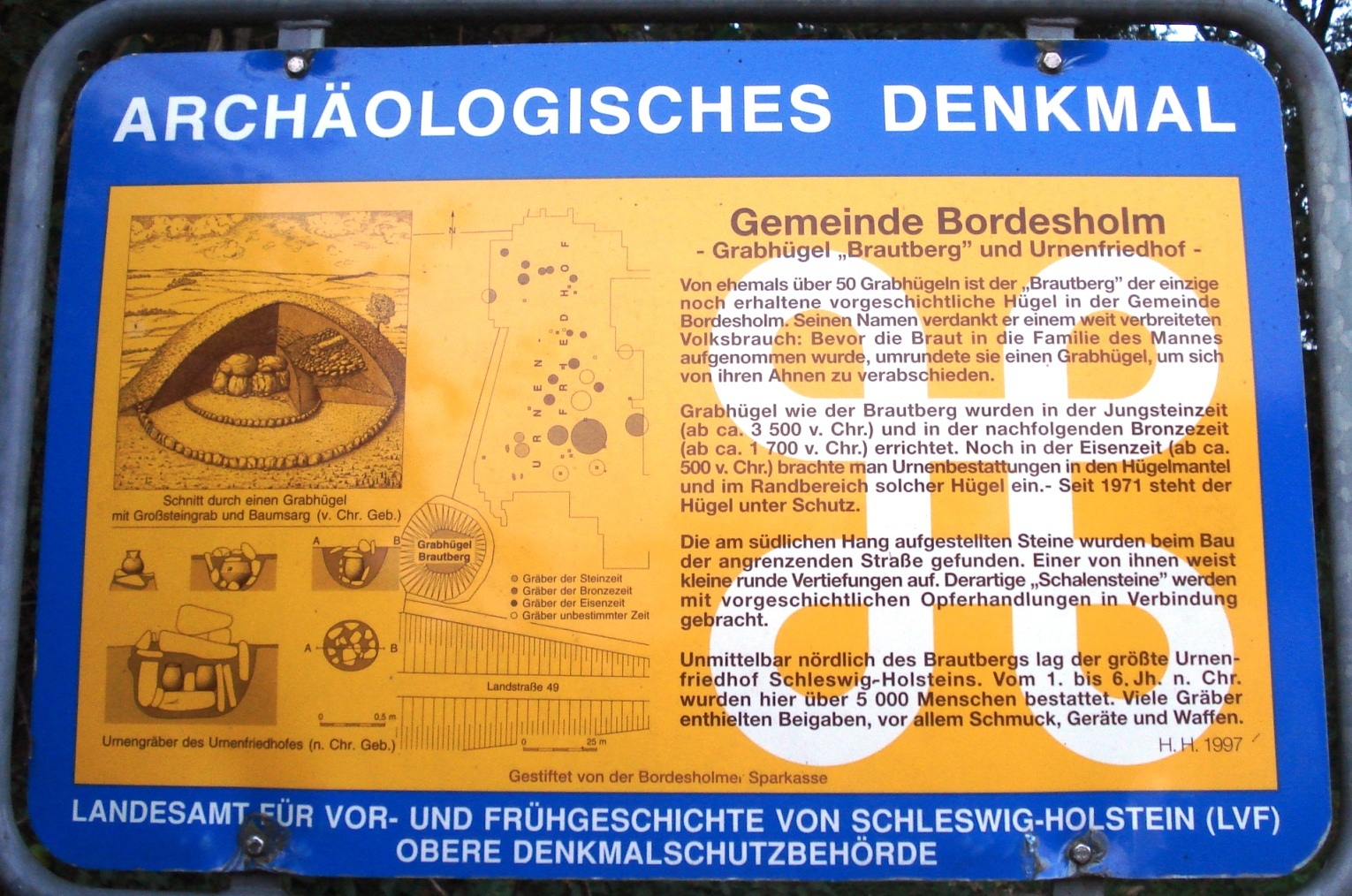
Informationstafel am Brautberg

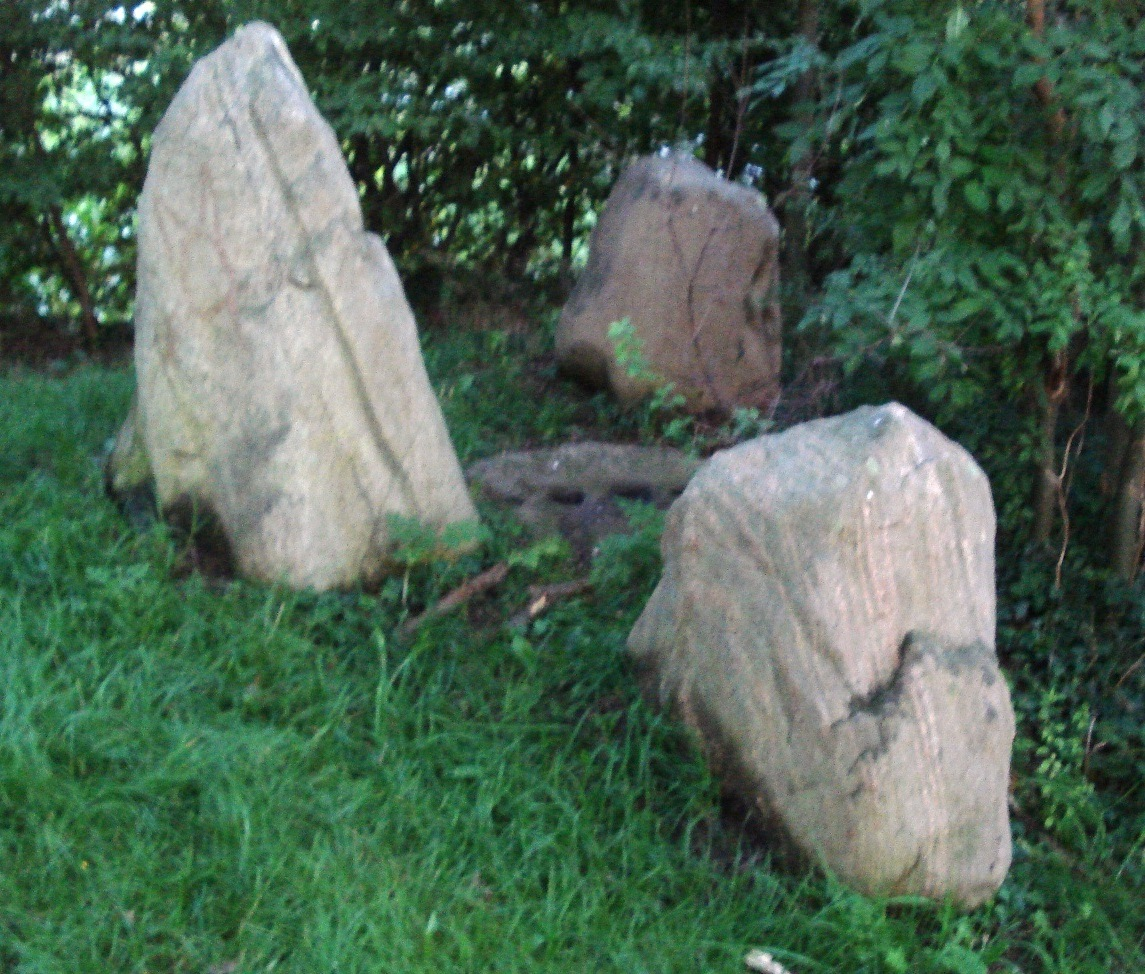
Die vier bei den Bauarbeiten an der L49 gefunden und auf dem Brautberg aufgestellten Steine mit dem Schalenstein in der Mitte

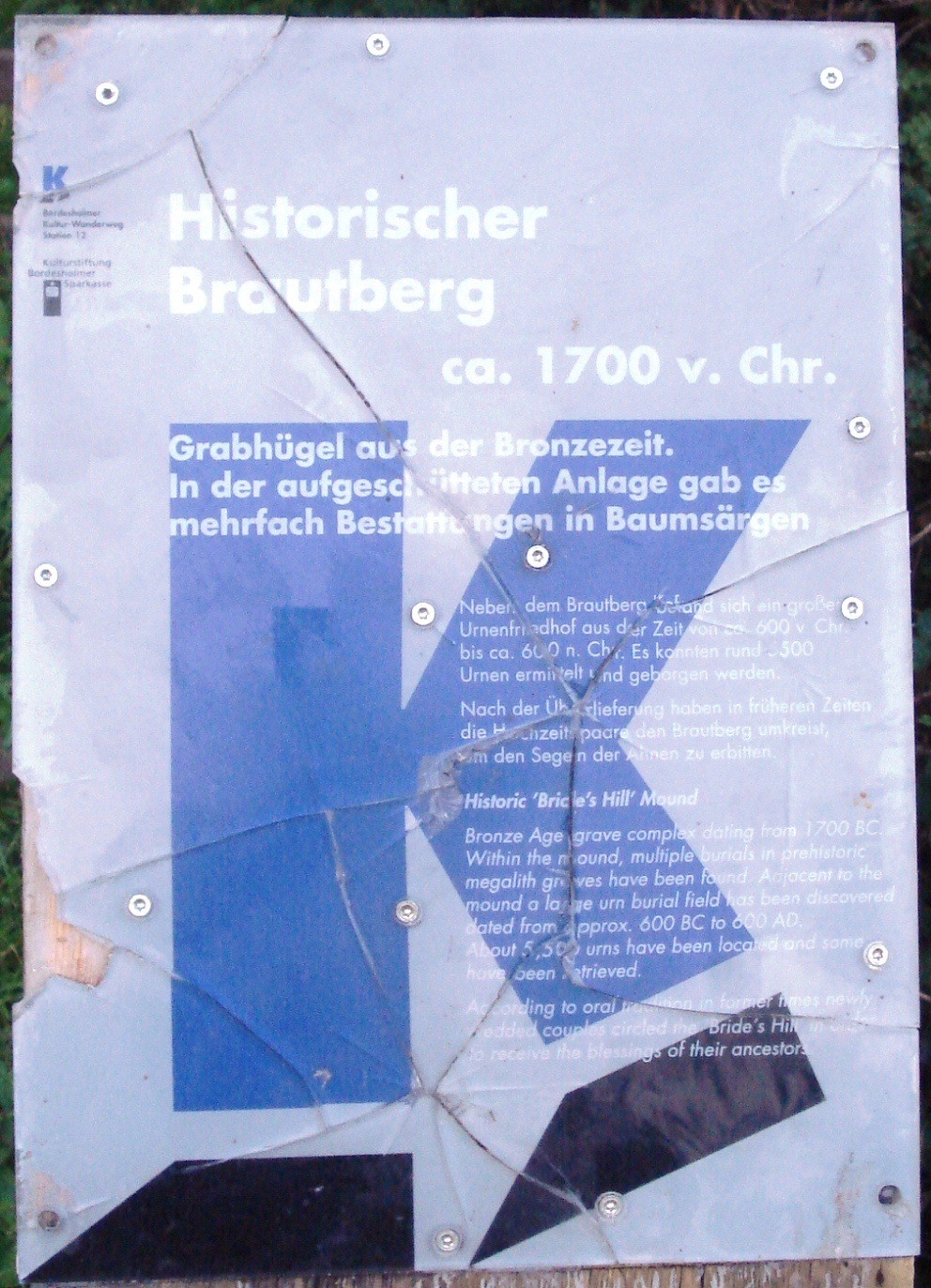
Zweite(beschädigte) Informationstafel am Brautberg

Der Brautberg ist ein Grabhügel aus der älteren Bronzezeit in/bei Bordesholm im Kreis Rendsburg-Eckernförde in Schleswig-Holstein.
Er ist nahezu rund mit einem Durchmesser von ca. 35 m und einer Höhe von ca. 8 m (wirkt jedoch höher, da er sich auf einer Geländekuppe befindet) und ist von Bäumen und Büschen bestanden. Seine Spitze bildet ein kleines Plateau, das mit einer Höhe von 41 m einer der höchsten Punkte der Umgebung ist, weshalb er auch als Aussichtspunkt ausgewiesen ist.
Er steht seit 1971 unter Denkmalschutz und befindet sich direkt nördlich der L 49 auf einem Feld und kann frei betreten werden.
Die Anlage des Grabhügels wird auf ca. 1700 v. Chr. datiert.
Im Innern des Hügels wird nach Voruntersuchungen ein Großsteingrab vermutet. Der Hügel selbst wurde durch Nachbestattungen in Baumsärgen erweitert. Später wurden auch Urnen im Hügel beigesetzt.

## Name
Der Name des Brautberges wird auf den Brauch zurückgeführt, dass sich
- Bräute durch die Umrundung des Brautberges von ihren Ahnen verabschiedeten, bevor sie in die Familie ihres Mannes eintraten.
- Brautpaare dort einfanden, um den Segen der Ahnen zu erbitten.

## Sonstiges
- Direkt nordöstlich des Brautbergs (sowie in dem Brautberg selbst) wurde das mit mindestens 5500 Bestattungen größte Urnenfeld Schleswig-Holsteins entdeckt und archäologisch untersucht.
- Bei Bauarbeiten an der angrenzenden L 49 wurden vier große Findlinge gefunden, wovon einer ein Schalenstein ist, der vier bzw. fünf längliche Vertiefungen aufweist. Die Steine wurden an der Flanke des Brautberges in einer Gruppe aufgestellt.
- Der Brautberg ist der letzte verbliebene Grabhügel von vormals zahlreichen in der Gegend.
- Die Spitze  des Brautbergs wird heute für standesamtliche Trauungen genutzt.